# Urnalana foresti
Urnalana foresti is een krabbensoort uit de familie van de Leucosiidae. De wetenschappelijke naam van de soort is voor het eerst geldig gepubliceerd in 1989 door Chen.